# یوهان بلاایو

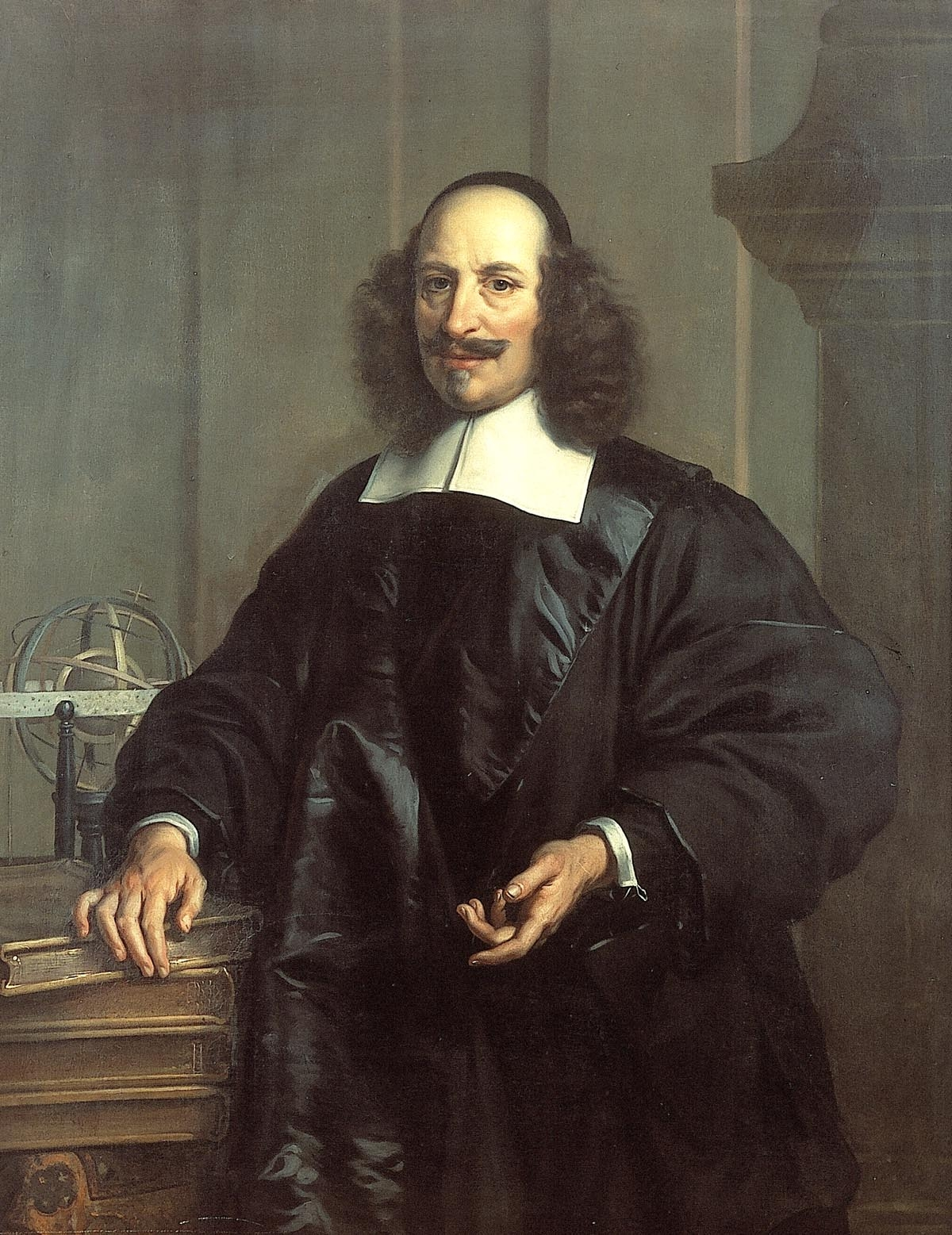
یوهان بلاایو. توسط جی. ون روسوم

یوهان بلاایو (به هلندی: Jan (Joan) Willemsz. Blaeu)، (به انگلیسی: Joan Blaeu)، زیسته (۲۳ سپتامبر ۱۵۹۶ تا ۲۸ مه ۱۶۷۳) نقشه‌نگار هلندی است که در آلکمار؛ شهر شمالی هلند، به دنیا آمد و فرزند نقشه‌نگار ویلم بلاایو است.
در سال ۱۶۲۰ یوهان به دریافت دکترای حقوق نایل شد اما او به پیشهٔ پدرش پیوست. آنها در ۱۶۳۵ اتلس نوین (نام کامل: اتلس نوین گستردهٔ جهانی)، (به لاتین: Theatrum orbis terrarum, sive, Atlas novus
terrarum)، را در دو جلد منتشر کردند. یوهان و برادرش کورنلیوس پس از مرگ پدر خود در ۱۶۳۸، کارهای استودیوی نقشه‌نگاری را پی‌گیری کردند و یوهان نقشه‌نگار رسمی کمپانی هند شرقی هلند شد.
نقشهٔ جهانی بلاایو، توسط نوا و همکاران، با ترکیب یافته‌های تازهٔ آبل تاسمان؛ (که نام‌گذاری جزیرهٔ تاسمانی قدردانی از اوست)، در ۱۶۴۸ منتشر شد.این یک نقشهٔ انقلابی برای اروپای آن روز است که در آن «منظومهٔ شمسی را با توجه به نظریهٔ خورشید مرکزی نیکلاس کوپرنیک، گردش زمین را بر گرد خورشید نشان می‌داد. هرچند که کتاب پیشگامانهٔ کوپرنیک درباره گردش افلاک آسمانی، برای اولین بار در ۱۵۴۳ چاپ شده بود، یعنی بیش از یک قرن پیش، بلاایو، برای گنجاندن این نظریه به نقشه، اولین نقشه‌نگار در جهان بود.»
نقشهٔ بلاایو به عنوان نقشهٔ جهان، بر روی پیاده‌روی تالار جدید شهر آمستردام، طراحی شده توسط هلندی معمار «یاکوب ون کمپن» (در حال حاضر کاخ سلطنتی آمستردام) در ۱۶۵۵، کپی شد.

## نگارخانه

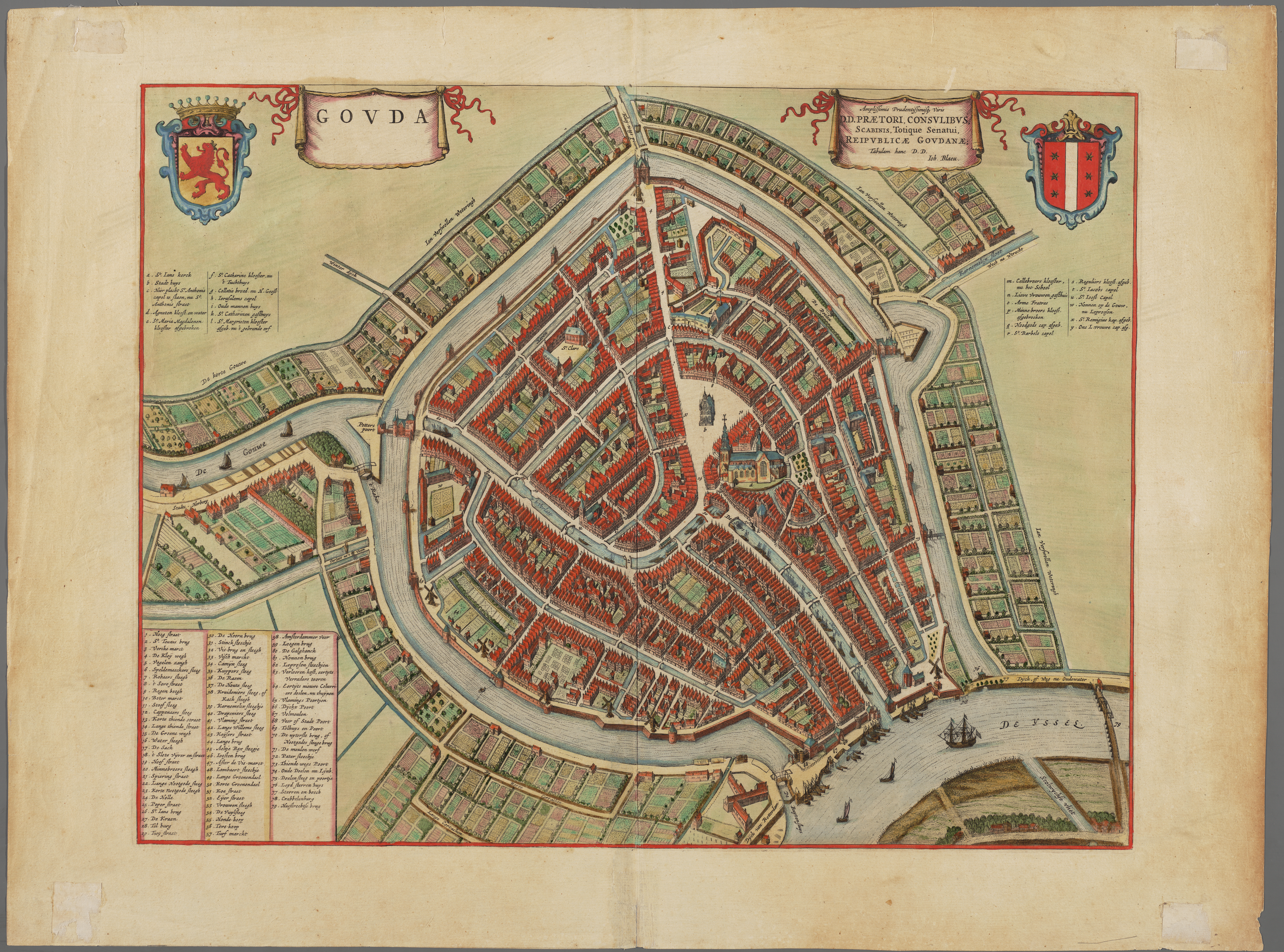
مرکز شهر خاودا، ca. 1650
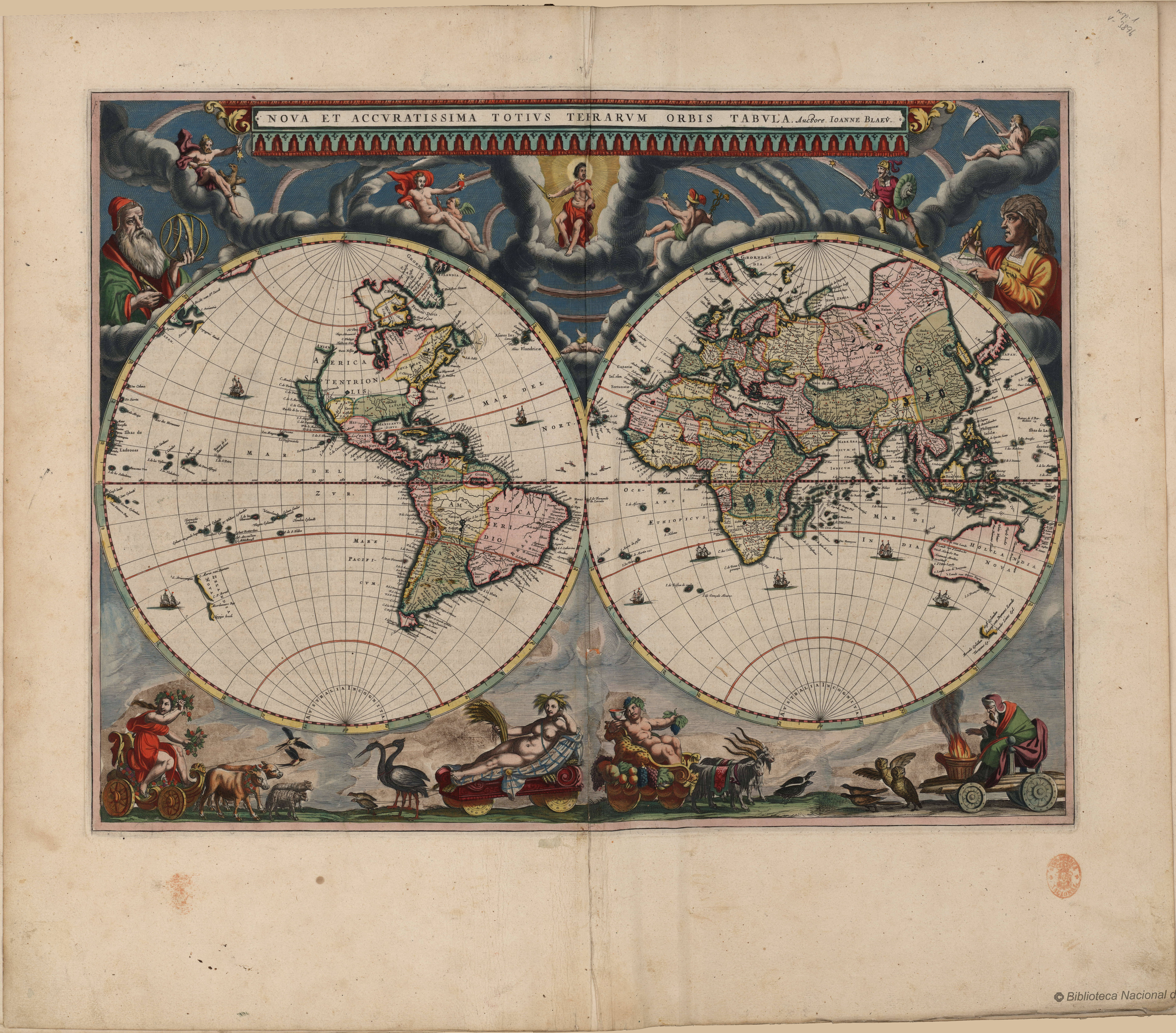
Nova et Accuratissima Terrarum Orbis Tabula (J. Blaeu, 1664).
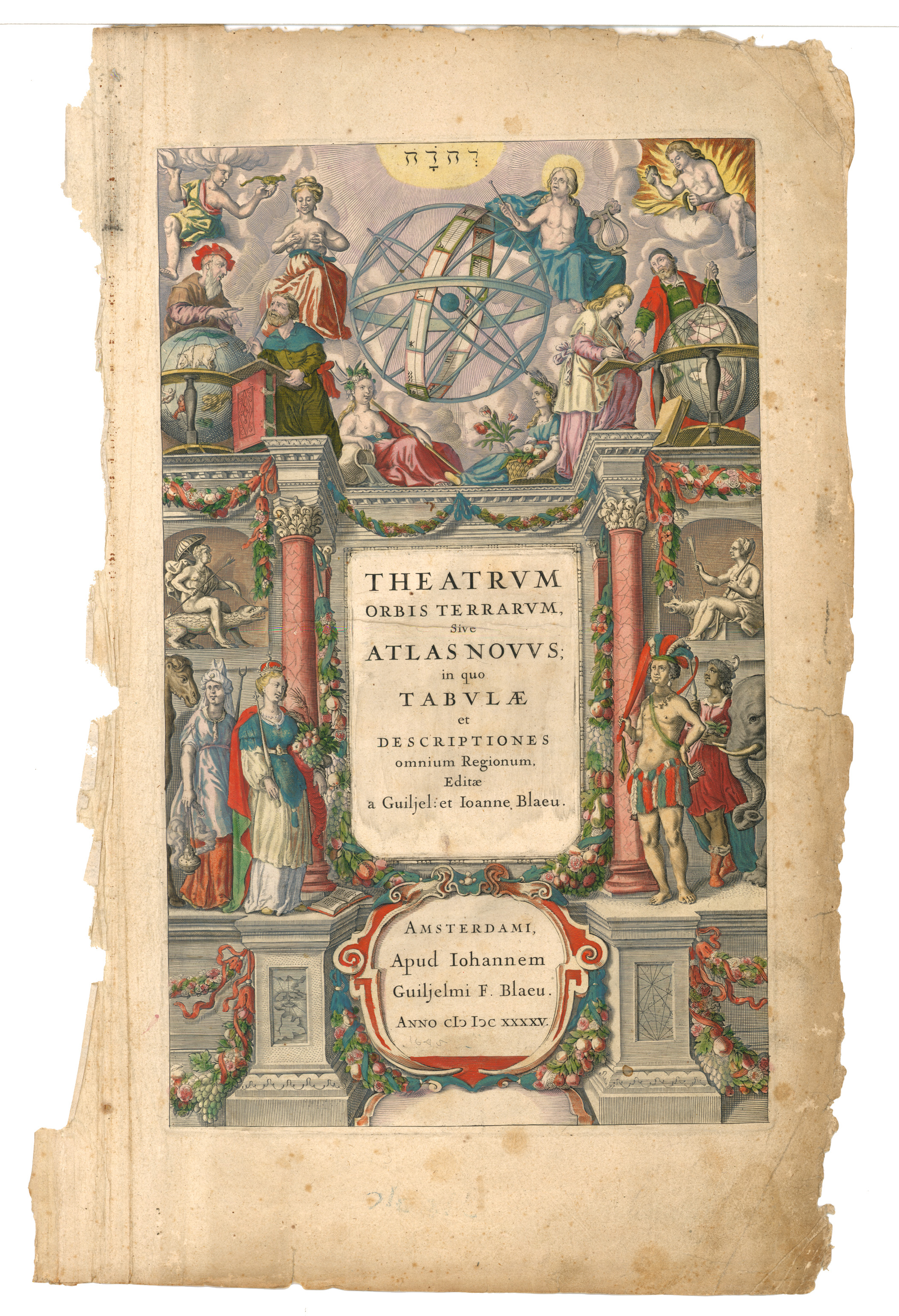
صفحهٔ روی جلد اتلس نوین
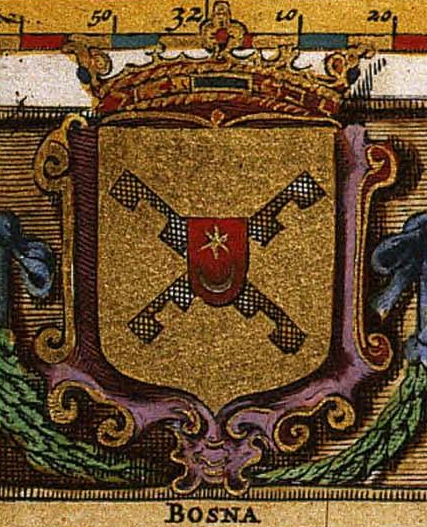
نشان ملی پادشاهی بوسنی به گونه‌ای که در بلاایو آمده‌است
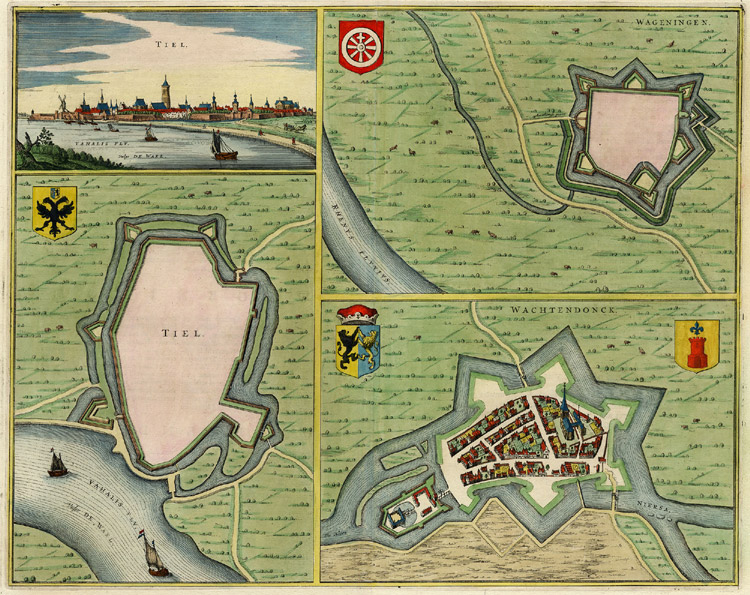
واخنینگن، ۱۶۴۹ (جی. بلاایو)
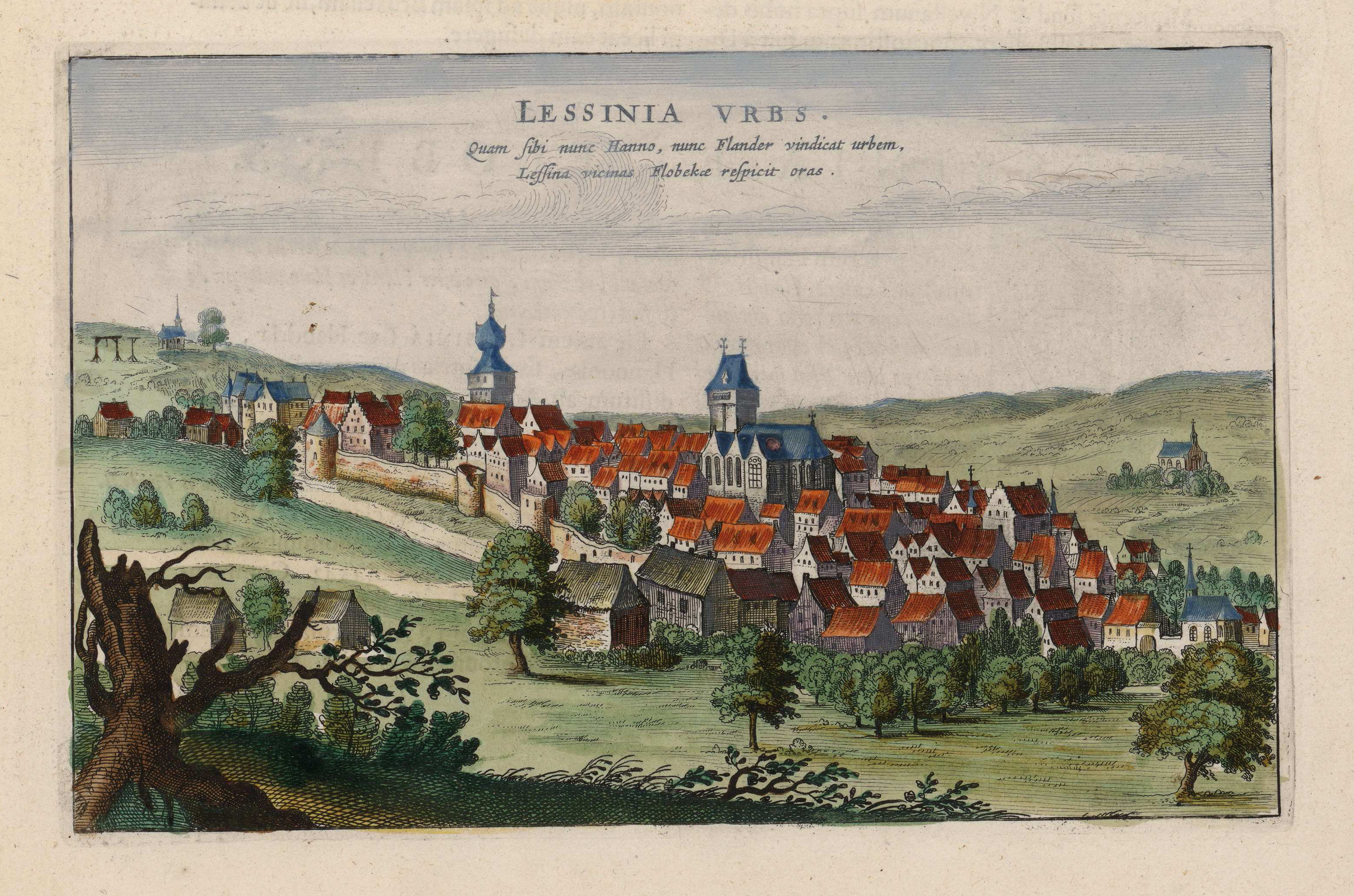
"Lessinia Vrbs" from the book "Toonneel der Steden" by Joan Blaeu c. ± 1649 (Amsterdam)